# Konstanta fine strukture
Konstánta fíne struktúre (tudi elektromagnetna sklopitvena konstanta, običajna oznaka mala grška črka alfa ({\displaystyle \alpha \!\,})) je brezrazsežna fizikalna konstanta, ki se jo pogosto sreča v atomski fiziki. V splošnem velja za osnovno fizikalno konstanto. Povezana je z osnovnim nabojem {\displaystyle e_{0}\!\,}:
{\displaystyle 4\pi \varepsilon _{0}\hbar c_{0}\alpha =e_{0}^{2}\!\,.}
Njena številska vrednost, približno {\displaystyle 1/137,035\ 999\ldots \!\,}, je neodvisna od uporabljenega sistema enot.
Čeprav zanjo obstaja več fizikalnih interpretacij, jo je v fiziko leta 1916 kot del svoje teorije relativističnih odklonov atomskih spektralnih črt iz napovedi Bohrovega modela atoma uvedel Arnold Sommerfeld, zato se včasih imenuje tudi Sommerfeldova konstanta fine strukture ali kar Sommerfeldova konstanta. Določa vrzel v fini strukturi spektralnih črt vodikovega atoma, ki sta jo leta 1887 točno izmerila Michelson in Morley. V teoriji kvantne elektrodinamike (QED) predstavlja jakost interakcije med osnovnimi (nabitimi) delci, kot so na primer elektroni, in elektromagnetnim valovanjem (fotoni).
Če bi imel na primer elektron velikost grahovega zrna in premer enak {\displaystyle 2r_{e}=5\ {\text{mm}}\!\,}, bi imel vodikov atom premer {\displaystyle 2r_{\rm {H}}=2r_{e}/\alpha ^{2}\cong 0,005\cdot 18778,8\cong 94\ {\text{m}}\!\,}.:541–542 Vezavna energija osnovnega stanja vodikovega atoma v Bohrovem modelu, energija prve orbite – ionizacijska energija (Rydbergova energija), potrebna da se razdvojita elektron in proton v atomu, je približno enaka (potencialni) energiji elektrona v prvi orbiti, povečani za množitelj {\displaystyle \alpha ^{2}/2\!\,}, in povezani z njegovo mirovno maso::540, 541
{\displaystyle W_{1}=W_{\rm {R}}={\frac {\alpha ^{2}U_{\rm {el}}}{2}}={\frac {\alpha ^{2}m_{\rm {e}}c_{0}^{2}}{2}}\!\,.}
Poleg tega je magnetni moment elektrona precej večji od pričakovane vrednosti za nabiti, točkasti delec za množitelj približno enak {\displaystyle 1+\alpha /(2\pi )\!\,}.

## Definicija
Z drugimi osnovnimi fizikalnimi konstantami je konstanta fine strukture {\displaystyle \alpha \!\,} določena z več enakovrednimi izrazi:
{\displaystyle \alpha ={\frac {1}{4\pi \varepsilon _{0}}}{\frac {e_{0}^{2}}{\hbar c_{0}}}={\frac {\mu _{0}}{4\pi }}{\frac {c_{0}e_{0}^{2}}{\hbar }}=\kappa _{\rm {e}}{\frac {e_{0}^{2}}{\hbar c_{0}}}={\frac {\mu _{0}c_{0}}{2R_{\rm {K}}}}={\frac {Z_{0}e_{0}^{2}}{4\pi \hbar }}\!\,,}
kjer je:
- {\displaystyle e_{0}\!\,} – osnovni naboj,
- {\displaystyle \pi \!\,} – število pi,
- {\displaystyle \hbar =h/(2\pi )\!\,} – reducirana Planckova konstanta,
- {\displaystyle c_{0}\!\,} – hitrost svetlobe v vakuumu,
- {\displaystyle \varepsilon _{0}\!\,} – influenčna konstanta ali dielektričnost vakuuma,
- {\displaystyle \mu _{0}\!\,} – indukcijska konstanta,
- {\displaystyle \kappa _{\rm {e}}\!\,} – Coulombova konstanta,
- {\displaystyle R_{\rm {K}}\!\,} – von Klitzingova konstanta,
- {\displaystyle Z_{0}\!\,} – valovna impedanca vakuuma.

Kadar imajo druge konstante ({\displaystyle c_{0}\!\,}, {\displaystyle h\!\,} in {\displaystyle e_{0}\!\,}) določene vrednosti, definicija odseva povezavo med {\displaystyle \alpha \!\,} in permeabilnostjo vakuuma (indukcijsko konstanto) {\displaystyle \mu _{0}\!\,}, ki je enaka:
{\displaystyle \mu _{0}={\frac {2h\alpha }{c_{0}e_{0}^{2}}}\!\,.}
V novi definiciji osnovnih enot SI iz leta 2019 je {\displaystyle 4\pi \cdot 1,00000000054(15)\cdot 10^{-7}\ {\text{H}}\cdot {\text{m}}^{-1}\!\,} vrednost za {\displaystyle \mu _{0}\!\,}, ki temelji na srednji vrednosti vseh tedaj obstoječih meritev konstante fine strukture.

### V enotah, ki niso del SI
V enotah elektrostatičnega sistema enot CGS je enota za električni naboj, statcoulomb, definirana tako, da sta Coulombova konstanta {\displaystyle \kappa _{\rm {e}}\!\,} ali influenčni množitelj {\displaystyle 4\pi \varepsilon _{0}\!\,} enaka 1 in brezrazsežna. Tako je izraz za konstanto fine strukture, ki se običajno najde v starejših fizikalnih virih, enak:
{\displaystyle \alpha ={\frac {e_{0}^{2}}{\hbar c_{0}}}\!\,.}
V sistemu naravnih enot, ki se običajno rabi v visokoenergijski fiziki, kjer so konstante {\displaystyle \varepsilon _{0}=c_{0}=\hbar =1\!\,}, je vrednost konstante fine strukture enaka:
{\displaystyle \alpha ={\frac {e_{0}^{2}}{4\pi }}\!\,.}
Kot taka je konstanta fine strukture le druga, čeprav brezrazsežna, količina, ki določa (oziroma je določena z) osnovnim nabojem:
{\displaystyle e_{0}={\sqrt {4\pi \alpha }}=0,302\ 822\ 12\!\,}
in izražena s takšnimi enotami naboja.
V sistemu Hartreejevih atomskih enot ({\displaystyle e_{0}=m_{\rm {e}}=\hbar =1\!\,} in {\displaystyle \varepsilon _{0}=1/(4\pi )\!\,}) je konstanta fine strukture enaka obratni vrednosti hitrosti svetlobe v vakuumu:
{\displaystyle \alpha ={\frac {1}{c_{0}}}=3,335\ 640\ 951\ 981\ldots 10^{-9}\ {\text{m}}^{-1}\cdot {\text{s}}^{-1}\!\,.}
V racionalnem sistemu enot se kvadratni koren konstante fine strukture pojavlja kot merska enota za električni naboj.

## Meritve
Ker je {\displaystyle \alpha \!\,} brezrazsežna količina, je njena številska vrednost neodvisna od uporabljenega sistema enot. Priporočena vrednost je (CODATA, 2018):
{\displaystyle \alpha ={\frac {1}{4\pi \varepsilon _{0}}}{\frac {e_{0}^{2}}{\hbar c_{0}}}=7,297\ 352\ 5693(11)\cdot 10^{-3}\!\,.}
Relativna standardna negotovost te vrednosti je enaka {\displaystyle u_{\rm {r}}=0,151\cdot 10^{-9}\!\,}.
Ta vrednost za {\displaystyle \alpha \!\,} da vrednost indukcijske konstante {\displaystyle \mu _{0}4\pi \cdot 1,00000000054(15)\cdot 10^{-7}\ {\text{H}}\cdot {\text{m}}^{-1}\!\,} s standardnim odklonom 3,6 od njene stare definirane vrednosti in s srednjo vrednostjo s standardno negotovostjo od stare vrednosti {\displaystyle 0,54\cdot 10^{-9}\!\,}.
Konstanta fine strukture {\displaystyle \alpha \!\,} je zaradi zgodovinskih razlogov podana tudi z obratno vrednostjo:
{\displaystyle {\frac {1}{\alpha }}=137,035\ 999\ 084(21)\!\,.}
Čeprav se lahko vrednost {\displaystyle \alpha \!\,} oceni iz vrednosti konstant, ki se pojavijo v njenih različnih definicijah, teorija QED zagotavlja načine meritev neposredno s pomočjo kvantnega Hallovega pojava ali anomalnega dipolnega magnetnega momenta elektrona. Med te načine merjenja spadata tudi Josephsonov pojav v izmeničnem električnem toku in fotonski odmik v atomski interferometriji. Obstaja splošno soglasje za vrednost {\displaystyle \alpha \!\,}, kot je izmerjena s temi različnimi metodami. Prednostni metodi leta 2019 sta bili meritve anomalnih dipolnih magnetnih momentov elektrona in fotonski odmik v atomski interferometriji. Teorija QED predvideva povezavo med brezrazsežnim magnetnim momentom elektrona in konstanto fine strukture {\displaystyle \alpha \!\,} (magnetni moment elektrona se imenuje »Landéjev množitelj g« in se označuje kot {\displaystyle g\!\,}). Najtočnejša vrednost {\displaystyle \alpha \!\,}, pridobljena eksperimentalno, je do leta 2012 temeljila na merjenju {\displaystyle g\!\,} s pomočjo enega elektrona z napravo imenovano »kvantni ciklotron«, skupaj z izračunom prek teorije QED, ki je zahtevala Feynmanove diagrame reda 12672:
{\displaystyle {\frac {1}{\alpha }}=137,035\ 999\ 174(35)\!\,.}
Ta meritev {\displaystyle \alpha \!\,} ima relativno standardno negotovost {\displaystyle u_{\rm {r}}=0,25\cdot 10^{-9}\!\,}. Ta vrednost in njena negotovost sta približno enaki kot najnovejši eksperimentalni rezultati. Nadaljnje izboljšave tega dela so bile objavljene na koncu leta 2020 in so dale vrednost:
{\displaystyle {\frac {1}{\alpha }}=137,035\ 999\ 206(11)\!\,}
z relativno točnostjo 81 delov na bilijon ({\displaystyle 81\cdot 10^{-12}\!\,}).

## Fizikalne interpretacije
Konstanta fine strukture {\displaystyle \alpha \!\,} ima več fizikalnih interpretacij:
- {\displaystyle \alpha \!\,} je razmerje dveh energij: (i) energije potrebne za elektrostatične odbojne sile med elektroni na razdalji {\displaystyle d\!\,} in (ii) energije posameznega fotona z valovno dolžino {\displaystyle \lambda =2\pi d\!\,} (ali s kotno valovno dolžino {\displaystyle d\!\,} – glej Planck-Einsteinova relacija):

{\displaystyle \alpha =\left.{\frac {e_{0}^{2}}{4\pi \varepsilon _{0}d}}\right/{\frac {hc_{0}}{\lambda }}={\frac {e_{0}^{2}}{4\pi \varepsilon _{0}d}}{\frac {2\pi d}{hc_{0}}}={\frac {e_{0}^{2}}{4\pi \varepsilon _{0}d}}{\frac {d}{\hbar c_{0}}}={\frac {e_{0}^{2}}{4\pi \varepsilon _{0}\hbar c_{0}}}\!\,.}
- {\displaystyle \alpha \!\,} je razmerje med hitrostjo elektrona v prvi orbiti Bohrovega modela atoma in hitrostjo svetlobe v vakuumu:[15]

{\displaystyle \alpha ={\frac {1}{4\pi \varepsilon _{0}}}{\frac {e_{0}^{2}}{\hbar c_{0}}}\!\,.}
To je Sommerfeldova izvirna fizikalna interpretacija. Po tem je kvadrat {\displaystyle \alpha \!\,} razmerje med Hartreejevo energijo (27,2 eV = dvakratnik Rydbergove energije = približno dvakratnik njegove ionizacijske energije) in mirovno energijo elektrona (511 keV).
- {\displaystyle \alpha ^{2}\!\,} je razmerje med potencialno energijo elektrona v prvi orbiti Bohrovega modela atoma in energijo {\displaystyle m_{\rm {e}}c_{0}^{2}\!\,}, ki je enakovredna masi eletrona. Po virialnem izreku v Bohrovem modelu atoma je {\displaystyle U_{\rm {el}}=2U_{\rm {k}}\!\,}, kar pomeni:

{\displaystyle U_{\rm {el}}=m_{\rm {e}}v_{\rm {e}}^{2}=m_{\rm {e}}(\alpha c_{0})^{2}=\alpha ^{2}(m_{\rm {e}}c_{0}^{2})\!\,.}
Dejansko to razmerje izhaja iz hitrosti elektrona, ki je enaka {\displaystyle v_{\rm {e}}=\alpha c_{0}\!\,}.
- {\displaystyle \alpha \!\,} je enaka dvema razmerjema treh karakterističnih dolžin: klasičnega polmera elektrona {\displaystyle r_{\rm {e}}\!\,}, Comptonove valovne dolžine elektrona {\displaystyle \lambda _{\rm {e}}\!\,} in Bohrovega polmera {\displaystyle r_{\rm {B}}\!\,}:

{\displaystyle r_{\rm {e}}={\frac {\alpha \lambda _{\rm {e}}}{2\pi }}=\alpha ^{2}r_{\rm {B}}\!\,.}
- {\displaystyle \alpha \!\,} je v teoriji QED neposredno povezana s sklopitveno konstanto, ki določa jakost interakcije med elektroni in fotoni.[16] Teorija ne predvideva njene vrednosti. Zato mora biti {\displaystyle \alpha \!\,} določena eksperimentalno. Dejansko je {\displaystyle \alpha \!\,} ena od empiričnih parametrov v standardnem modelu fizike osnovnih delcev, katere vrednost ni določena znotraj standardnega modela.
- {\displaystyle \alpha \!\,} je v elektrošibki teoriji, ki združuje šibko jedrsko silo in elektromagnetno silo, vključena v druge sklopitvene konstante, ki so povezane z elektrošibkimi umeritvenimi polji. V tej teoriji se elektromagnetna sila obravnava kot mešanica interakcij, ki so povezane z elektrošibkimi polji. Jakost elektromagnetne sile se spreminja z jakostjo energijskega polja.
- konstanta fine strukture {\displaystyle \alpha \!\,} je na področju elektrotehnike in fizike trdnin ena četrtina produkta karakteristične valovne impedance vakuuma {\displaystyle Z_{0}=\mu _{0}\!\,} in kvanta konduktance (prevodljivosti) {\displaystyle G_{0}=2e_{0}^{2}/h\!\,}:

{\displaystyle \alpha ={\tfrac {1}{4}}Z_{0}G_{0}\!\,.}
Optična prevodnost grafena za vidne frekvence je teoretično podana kot {\displaystyle \pi G_{0}/4\!\,}, in se zato lahko njegova absorpcija svetlobe in značilnosti prenosa izrazijo s pomočjo same konstante fine strukture. Vrednost absorpcije za normalno vzbujeno svetlobo na grafenu v vakuumu bo potem dana z {\displaystyle \pi \alpha /(1+\pi \alpha /2)^{2}\!\,} ali 97,75 % (eksperimentalno opazovano med 97,6 % in 97,8 %).
- konstanta fine strukture {\displaystyle \alpha \!\,} daje največji pozitivni naboj atomskega jedra, ki bo dovoljeval stabilno elektronsko orbito okrog njega znotraj Bohrovega modela (element feynmanij).[18] Za elektron, ki kroži okrog atomskega jedra z atomskim številom {\displaystyle Z\!\,}, velja {\displaystyle mn^{2}/r=1/(4\pi \varepsilon _{0})\ Ze_{0}^{2}/\hbar \!\,}. Heisenbergovo načelo nedoločenosti povezave med nedoločenostjo gibalne količine in lege takšnega elektrona je enako {\displaystyle mvr=\hbar \!\,}. Relativistična mejna vrednost za {\displaystyle v\!\,} je {\displaystyle c_{0}\!\,}, tako da je mejna vrednost za {\displaystyle Z\!\,} obratna vrednost konstante fine strukture, približno 137.[19]
- magnetni moment elektrona nakazuje, da naboj kroži na razdalji s polmerom {\displaystyle r_{\rm {Q}}\!\,} s hitrostjo svetlobe.[20] Tvori sevalno energijo {\displaystyle m_{\rm {e}}c_{0}^{2}\!\,} z vrtilno količino {\displaystyle \Gamma =1\hbar =r_{\rm {Q}}m_{\rm {e}}c_{0}\!\,}. Energija polja mirujočega coulombovskega polja je enaka {\displaystyle m_{\rm {e}}c_{0}^{2}=e_{0}^{2}/(4\pi \varepsilon _{0}r_{\rm {e}})\!\,} in določa klasični polmer elektrona {\displaystyle r_{\rm {e}}\!\,}. Te vrednosti vnesene v definicijo {\displaystyle \alpha \!\,} dajo {\displaystyle \alpha =r_{\rm {e}}/r_{\rm {Q}}\!\,}. Dinamična struktura elektrona je primerljiva s klasično statično predpostavko.
- {\displaystyle \alpha \!\,} je povezana z verjetnostjo, da bo elektron oddal ali absorbiral foton.[21]
- {\displaystyle \alpha \!\,} je za dva domnevna točkasta delca vsakega s Planckovo maso in osnovnim nabojem, ki ju loči poljubna razdalja, razmerje med njuno elektrostatično odbojno silo in gravitacijsko privlačno silo:

{\displaystyle {\frac {F_{\mathrm {e} }}{F_{\mathrm {g} }}}={\frac {\kappa _{\rm {e}}}{\kappa }}{\frac {e_{0}^{2}}{m_{\rm {P}}^{2}}}={\frac {Z_{0}e_{0}^{2}}{2h}}=\alpha \qquad \left(m_{\rm {P}}={\sqrt {\frac {\hbar c_{0}}{\kappa }}},\quad \alpha =\kappa _{\rm {e}}{\frac {e_{0}^{2}}{\hbar c_{0}}},\quad Z_{0}=\mu _{0}c_{0}\right)\!\,.}
- {\displaystyle \alpha \!\,} je kvadrat razmerja med osnovnim nabojem in Planckovim nabojem:

{\displaystyle \alpha =\left({\frac {e_{0}}{q_{\rm {P}}}}\right)^{2}\!\,.}
Kadar se v teorijo QED uporabi teorija motenj, so dobljene perturbativne razširitve za fizikalne rezultate izražene kot množica potenčnih vrst za {\displaystyle \alpha \!\,}. Ker je {\displaystyle \alpha \!\,} veliko manjša od 1, so višji redi {\displaystyle \alpha \!\,} kmalu zanemarljivi, tako da je v takšnih primerih teorija motenj praktična. Na drugi strani so zaradi velikih vrednosti odgovarjajočih množiteljev v kvantni kromodinamiki izračuni, ki vključujejo močno jedrsko silo, izredno zahtevni.

## Spremenljivost z energijskim nivojem
V teoriji QED v popolnejši teoriji kvantnega polja, na kateri temelji elektromagnetna sklopitev, renormalizacijska grupa narekuje kako jakost elektromagnetne interakcije narašča logaritemsko, ko se veča ustrezni energijski nivo. Vrednost konstante fine strukture {\displaystyle \alpha \!\,} je povezana z opazovano vrednostjo sklopitve, ki je združena z energijskim nivojem mase elektrona – elektron je spodnja meja tega energijskega nivoja, saj je (skupaj s protonom) najlažje nabito telo, katerega kvantne zanke lahko prispevajo k delovanju. Zato je {\displaystyle 1/137,036\!\,} asimptotična vrednost za konstanto fine strukture pri ničelni energiji. Pri višjih energijah, kot je nivo bozona Z, približno 90 GeV, se lahko namesto tega izmeri efektivna vrednost {\displaystyle \alpha \approx 1/127\!\,}.
Ko se energijski nivo veča, se jakost elektromagnetne interakcije v standardnem modelu približuje drugima dvema osnovnima silama. Ta značilnost je pomembna za teorije velikega poenotenja. Če teorija QED ne bi bila eksaktna teorija, bi dejansko konstanta fine strukture divergirala k energiji, znani kot Landaujev pol. To dejstvo spodkopava skladnost teorije QED onstran perturbativnih razširitev.

## Zgodovina
Na podlagi točne meritve spektra vodikovega atoma Michelsona in Morleya leta 1887 je Arnold Sommerfeld razširil Bohrov model atoma, ki je vključeval elektronske eliptične tire in relativistično odvisnost mase od hitrosti. Izraz za konstanto fine strukture je vpeljal leta 1916. Zanj je bila konstanta {\displaystyle \alpha \!\,} pomembnejša kot samo spektroskopska količina in je predstavljala skrivnostno povezavo med elektromagnetizmom ({\displaystyle \alpha \!\,}), nastajajočima relativnostjo ({\displaystyle c_{0}\!\,}) in kvantno mehaniko ({\displaystyle h\!\,}).
Pred Sommerfeldom sta Max Planck leta 1905 in Albert Einstein leta 1909 opazila, da je razmerje kvadrata osnovnega naboja in hitrosti svetlobe enakega reda in razsežnosti kot Planckova konstanta {\displaystyle e_{0}^{2}/c_{0}\sim h\!\,}.
Prva fizikalna interpretacija konstante fine strukture {\displaystyle \alpha \!\,} je bila razmerje med hitrostjo elektrona v prvi orbiti relativističnega Bohrovega modela atoma in hitrostjo svetlobe v vakuumu. Enakovredno je bila količnik med najmanjšo vrtilno količino, ki jo relativnost dovoljuje za sklenjeni tir, in najmanjšo vrtilno količino, ki jo zanj dovoljuje kvantna mehanika. V Sommerfeldovi analizi se pojavlja naravno in določa velikost razcepa ali fino strukturo vodikovih spektralnih črt.
Drugače kot tak Sommerfeldov model ni obveljal, ker ni upošteval spina elektrona. Konstanta ni bila pomembna vse do Diracove relativistične valovne enačbe leta 1928, ki daje eksaktno formulo za fino strukturo.:407 Paul Dirac je verjel, da je osnovni naboj čisto kvantni pojav in ga v klasični mehaniki ni moč izpeljati.:1 Wheeler je v geometrodinamskem opisu osnovnega naboja leta 1968 gledal na naboje le kot na silnice ujete v »črvinah«.:80
Z razvojem teorije QED se je pomembnost konstante fine strukture {\displaystyle \alpha \!\,} razširila od spektroskopskega fenomena k splošni sklopitveni konstanti za elektromagnetno polje, ki določa jakost interakcije med elektroni in fotoni. Izraz {\displaystyle \alpha /2\pi \!\,} je vklesan v nagrobnik enega od pionirjev teorije QED Juliana Schwingerja in se nanaša na njegov izračun anomalnega magnetnega dipolnega momenta elektrona leta 1948.

### Zgodovina meritev
| datum             | {\displaystyle \alpha \!\,} | {\displaystyle 1/\alpha \!\,} | {\displaystyle u_{\rm {r}}\!\,} {\displaystyle \cdot 10^{-12}\!\,} | viri                                                 |
| ----------------- | --------------------------- | ----------------------------- | ------------------------------------------------------------------ | ---------------------------------------------------- |
| 1969 julij        | 0,007 297 351(11)           | 137,036 02(21)                |                                                                    | CODATA 1969                                          |
| 1973              | 0,007 297 346 1(81)         | 137,036 12(15)                | 820.000                                                            | CODATA 1973                                          |
| 1974 marec        |                             | 137,036 11(21)                |                                                                    | Lorents (1974)                                       |
| 1987 januar       | 0,007 297 353 08(33)        | 137,035 989 5(61)             | 45.000                                                             | CODATA 1986                                          |
| 1998              | 0,007 297 352 582(27)       | 137,035 998 83(51)            | 45.000                                                             | Kinoshita, Nio (2006)                                |
| 2000 april        | 0,007 297 352 533(27)       | 137,035 999 76(50)            | 3.700                                                              | CODATA 1998                                          |
| 2002              | 0,007 297 352 568(24)       | 137,035 999 11(46)            | 3.300                                                              | CODATA 2002                                          |
| 2007 julij        | 0,007 297 352 570 0(52)     | 137,035 999 070(98)           |                                                                    | Gabrielse idr.(2007)                                 |
| 2008 2. junij     | 0,007 297 352 537 6(50)     | 137,035 999 679(94)           | 680                                                                | CODATA 2006                                          |
| 2008 julij        | 0,007 297 352 569 2(27)     | 137,035 999 084(51)           |                                                                    | Gabrielse (2008), Hanneke, Fogwell, Gabrielse (2008) |
| 2010 december     | 0,007 297 352 571 7(48)     | 137,035 999 037(91)           |                                                                    | Bouchendira idr. (2011)                              |
| 2011 junij        | 0,007 297 352 569 8(24)     | 137,035 999 074(44)           | 320                                                                | CODATA 2010                                          |
| 2013 26. maj      |                             | 137,035 999 044(90)           | 660                                                                | Bouchendira idr. (2013)                              |
| 2015 25. junij    | 0,007 297 352 566 4(17)     | 137,035 999 139(31)           | 230                                                                | CODATA 2014                                          |
| 2017 10. julij    | 0,007 297 352 565 7(18)     | 137,035 999 150(33)           |                                                                    | Aoyama idr. (2018)                                   |
| 2018 12. december | 0,007 297 352 571 3(14)     | 137,035 999 046(27)           | 200                                                                | Parker idr. (2018) Yu idr. (2019)                    |
| 2019 20. maj      | 0,007 297 352 569 3(11)     | 137,035 999 084(21)           | 151                                                                | CODATA 2018                                          |
| 2020 2. december  | 0,007 297 352 562 8(6)      | 137,035 999 206(11)           | 81                                                                 | Morel idr. (2020)                                    |

Vrednosti CODATA v razpredelnici so izračunane srednje vrednosti drugih meritev in niso rezultat neodvisnih poskusov.

## Možna spremenljivost s časom
Fiziki so razmislili ali je konstanta fine strukture dejansko konstanta ali se njena vrednost spreminja časovno in krajevno. Spremenljivo konstanto fine strukture {\displaystyle \alpha \!\,} so predlagali kot eno od rešitev nekaterih tedanjih problemov kozmologije in astrofizike. Teorija strun in drugi predlogi za razširitev standardnega modela fizike osnovnih delcev so vodili v teoretično zanimanje ali se sprejete fizikalne konstante (in ne samo {\displaystyle \alpha \!\,}) dejansko spreminjajo. Na primer osnovni naboj {\displaystyle e_{0}\!\,}.
Po Hubbleovem odkritju širjenja Vesolja leta 1929 so se v 1930-ih pojavile prve tovrstne zamisli o nespremenljivosti {\displaystyle \alpha \!\,} in zasledovale cilj ohranjanja statičnega modela Vesolja s spreminjanjem osnovnih konstant. Tako sta brata John Alan in Bruce Chalmers leta 1935 v članku predlagala razlago opaženega rdečega premika spektralnih črt galaksij zaradi hkratnega povečanja osnovnega naboja in Planckove konstante, kar bi moralo voditi tudi do časovne spremenljivosti {\displaystyle \alpha \!\,}. V številnih drugih publikacijah so predvideli nespremenljivost konstante fine strukture s hkratno spremenljivostjo konstant, ki jo sestavljajo.
Dirac je leta 1938 v okviru svoje domneve velikih števil predložil zamisel, da se lahko gravitacijska konstanta spreminja v obratnem sorazmerju s časom {\displaystyle \kappa (1/t)\!\,}::9
{\displaystyle {\frac {1}{\kappa }}{\frac {\mathrm {d} \kappa }{\mathrm {d} t}}=-3H_{0}\!\,.}
V svoji razpravi je menil, da je {\displaystyle \alpha \!\,} resnična konstanta, vendar je opozoril, da v prihodnosti morda ne bo tako. Njegovo delo je vzbudilo veliko zanimanje za to težavo, ki se nadaljuje še danes. Po Diracu je vprašanje konstante fine strukture obravnaval Ernst Pascual Jordan in prišel do zaključka, da bi odvisnost {\displaystyle \alpha \!\,} od časa {\displaystyle \kappa (t)\!\,} morala povzročiti kompleksne premike spektralnih črt. Ker takšnih premikov niso opazili, je to domnevo zavrnil. Priznal je tudi, da sta mu George Gamow in Edward Teller v pismih vzbudila dvom o zmanjševanju gravitacijske konstante, saj bi se zaradi tega zmanjšal tudi izsev mladega Sonca. Poleg tega bi se podobno zmanjševali izsevi vseh zvezd v zgodnjem Vesolju, kar pa vse do rdečega premika {\displaystyle z=6\!\,} niso opazili.
Leta 1948 je Teller, ko je poskušal ovreči Diracovo domnevo, omenil možnost logaritemske odvisnosti {\displaystyle 1/\alpha \sim \ln T\!\,}, kjer je {\displaystyle T\!\,} starost Vesolja. Podobna razmerja so predlagali kasneje.
Vprašanje časovnega spreminjanja konstantne fine strukture so leta 1967 resno preskusili. Pobudnik je bil Gamow, ki je zavrnil sprejeti Diracovo zamisel o spremembi gravitacijske konstante in jo nadomestil z domnevo o spreminjanju osnovnega naboja {\displaystyle e_{0}^{2}\sim t\!\,} in posledično {\displaystyle \alpha \sim t\!\,}. Pokazal je tudi, da je to predpostavko mogoče preveriti z opazovanjem fine strukture spektrov oddaljenih galaksij. Nasprotovanje domneve Gamowa jedrsko-fizikalne in geološke narave sta podala Freeman Dyson in Asher Peres. Neposredni eksperimentalni test domneve Gamowa sta naredila John Bahcall in Maarten Schmidt. Izmerila sta valovne dolžine dvojnikov fine cepitve emisijskih črt O III petih radijskih galaksij z rdečim premikom {\displaystyle \Delta \lambda /\lambda =z\approx 0,2\!\,}, kar odgovarja obdobju pred približno 2 milijardama let. Iz poskusa je sledilo razmerje izmerjene vrednosti konstante fine strukture in njene laboratorijske vrednosti z verjetno napako {\displaystyle \alpha _{z}/\alpha _{\text{lab}}=1,001\pm 0,002\!\,}, kar je v nasprotju z napovedjo {\displaystyle \alpha _{z}/\alpha _{\text{lab}}=0,8\!\,} v primeru časovne spremenljivosti {\displaystyle \alpha \sim t\!\,}. Gamow je hitro priznal svoj poraz.
V poskusih spodaj {\displaystyle \Delta \alpha (\equiv \mathrm {d} \alpha /\mathrm {d} t)\!\,} predstavlja časovno spremembo {\displaystyle \alpha \!\,} , ki se lahko izračuna kot {\displaystyle \alpha _{\rm {p}}-\alpha _{\rm {s}}\!\,}. Če je konstanta fine strukture res konstanta, mora poskus pokazati, da velja:
{\displaystyle {\frac {\Delta \alpha }{\alpha }}\ {\stackrel {\mathrm {def} }{=}}\ {\frac {\alpha _{\rm {p}}-\alpha _{\rm {s}}}{\alpha _{\rm {s}}}}=0\!\,,}
ali najbliže ničli kolikor se lahko v poskusu izmeri. Vsaka vrednost različna od nič bi nakazovala, da se {\displaystyle \alpha \!\,} res spreminja s časom. Do sedaj je večina eksperimentalnih podatkov skladna s tem, da je {\displaystyle \alpha \!\,} konstanta.

### Pretekla stopnja spremenljivosti
V prvih poskusih testov ali se konstanta fine strukture morda spreminja so preučili sprektralne črte oddaljenih astronomskih teles in produkte radioaktivnega razpada v naravnem jedrskem reaktorju v gabonski regiji Oklo. Rezultati so v skladu z nespremenljivo konstanto fine strukture med tema dvema močno ločenima krajema in časoma. Vse to delo je omogočilo, da se je postavilo zelo stroge omejitve možne stopnje in narave spreminjanja {\displaystyle \alpha \!\,} in drugih osnovnih konstant.
Izboljšana tehnologija v začetku 21. stoletja je omogočila preskusiti vrednost {\displaystyle \alpha \!\,} na veliko večjih razdaljah in z veliko večjo točnostjo. Leta 1996 je skupina, ki jo je vodil John Kelvin Webb z Univerze Novega Južnega Walesa (UNSW), trdila, da je zaznala spremembo {\displaystyle \alpha \!\,}. S pomočjo Keckovih daljnogledov in zbira podatkov 128-ih kvazarjev pri rdečih premikih {\displaystyle 0,5<z<3\!\,} so Webb in sodelavci odkrili, da so bili njihovi spektri v skladu z rahlim povišanjem {\displaystyle \alpha \!\,} v zadnjih 10 do 12 milijard letih. Še posebej so odkrili, da velja:
{\displaystyle {\frac {\Delta \alpha }{\alpha }}\ {\stackrel {\mathrm {def} }{=}}\ {\frac {\alpha _{\rm {p}}-\alpha _{\rm {s}}}{\alpha _{\rm {s}}}}=\left(-5,7\pm 1,0\right)\cdot 10^{-6}\!\,.}
To z drugimi besedami pomeni, da so izmerili vrednost med −0,0000047 in −0,0000067. To je zelo majhna vrednost, vendar stolpci napak dejansko ne vključujejo ničle. Ta rezultat nakazuje, da ali {\displaystyle \alpha \!\,} ni konstanta ali, da obstaja neupoštevana eksperimentalna napaka.
Prav tako so raziskali posledice možnega spreminjanja konstante fine strukture za kozmologijo.
Leta 2004 majhna raziskava Chanda in sodelavcev 23 absorpcijskih sistemov s pomočjo spektrografa UVES na enem od štirih daljnogledov Zelo velikega daljnogleda (VLT) na Observatoriju Paranal ni odkrila merljive spremembe:
{\displaystyle {\frac {\Delta \alpha }{\alpha _{\rm {em}}}}=\left(-0,6\pm 0,6\right)\cdot 10^{-6}\!\,.}
Leta 2007 so prepoznali enostavne pomanjkljivosti v analitični metodi Chanda in sodelavcev, kar je vodilo do izgube zaupanja v njihove rezultate.
King in sodelavci so uporabili metode verige Markova Monte Carlo za raziskavo algoritma, ki ga je rabila skupina UNSW za določitev {\displaystyle \Delta \alpha /\alpha \!\,} iz spektrov kvazarjev, in ugotovili, da algoritem daje pravilne negotovosti in najverjetnejše ocene za {\displaystyle \Delta \alpha /\alpha \!\,} za posebne modele. To namiguje, da so statistične negotovosti in najboljša ocena za {\displaystyle \Delta \alpha /\alpha \!\,}, ki so jih podali Webb s sodelavci in Murphy s sodelavci, grobe.
Fizika Lamoreaux in Torgerson iz Narodnega laboratorija Los Alamos sta leta 2004 analizirala podatke iz naravnega jedrskega reaktorja Oklo in zaključila, da se je {\displaystyle \alpha \!\,} v zadnjih 2 milijardah letih spremenila za 45 delov na milijardo. Trdila sta, da je bilo to odkritje »verjetno točno do 20 %«. Točnost je odvisna od ocene nečistoč in temperature v naravnem reaktorju. Te zaključke bi bilo treba preveriti.
Leta 2007 sta Khatri in Wandelt z Univerze Illinoisa ugotovila, da 21 cm hiperfini prehod v nevtralnem vodiku zgodnjega Vesolja pušča edinstveni odtis absorpcijske črte na prasevanje. Predlagala sta uporabo tega pojava za merjenje {\displaystyle \alpha \!\,} med obdobjem pred tvorbo prvih zvezd. Načeloma ta tehnika zagotavlja dovolj informacij za merjenje spremembe enega dela v 109 (4. rede velikosti bolje od trenutnih kvazarskih omejitev). Vendar je omejitev, ki se lahko poveže z {\displaystyle \alpha \!\,}, močno odvisna od efektivnega integracijskega časa z odvisnostjo {\displaystyle 1/t^{2}\!\,}. Evropski radijski daljnogled LOFAR bi lahko omejil vrednost {\displaystyle \Delta \alpha /\alpha \!\,} na približno 0,3 %. Zbiralna površina za omejitev vrednosti {\displaystyle \Delta \alpha /\alpha \!\,} na trenutni nivo kvazarskih omejitev je reda 100 kvadratnih kilometrov, kar je trenutno ekonomsko neizvedljivo.

### Trenutna stopnja spremenljivosti
Leta 2008 so Rosenband in sodelavci uporabili frekvenčno razmerje Al+ in Hg+ v enoionskih optičnih atomskih urah za zelo strogo omejitev trenutne časovne spremembe {\displaystyle \alpha \!\,}, {\displaystyle \left(\mathrm {d} \alpha /\mathrm {d} t\right)/\alpha =(-1,6\pm 2,3)\cdot 10^{-17}\!\,} na leto. Upoštevati je treba, da vsaka trenutna ničelna omejitev na časovno spremembo {\displaystyle \alpha \!\,} še ne izključuje časovne spremembe v preteklosti. Res nekatere teorije, ki predvidevajo spremenljivo konstanto fine strukture, predvidevajo tudi, da bo vrednost konstante fine strukture postala praktično nespremenljiva, ko bo Vesolje prešlo v trenutno obdobje prevladujoče temne energije.
Leta 2014 sta dve skupini raziskovalcev pod vodstvoma Patricka Gilla (Narodni fizikalni laboratorij (NPL), Združeno kraljestvo) in Ekkeharda Peika (Fizikalno-tehniška zvezna agencija (PTB), Nemčija) poročali o novih, točnejših laboratorijskih mejah stopnje spremembe konstante fine strukture. Točne meritve frekvenc nekaterih kvantnih prehodov v iterbijevih ionih (171Yb+) so jim omogočile, da sta dosegli naslednji mejni vrednosti sodobnega spreminjanja {\displaystyle \alpha \!\,}: {\displaystyle -0,7\cdot 10^{-17}\!\,} na leto in {\displaystyle -0,2\cdot 10^{-16}\!\,} na leto.
Leta 2018 so objavili podatke meritev z radijskim daljnogledom Arecibo dveh sorodnih črt skupine OH pri valovni dolžini 18 cm v spektru galaktičnega radijskega vira PKS 1413 + 135 (z rdečim premikom približno 0,247). Zaradi različne odvisnosti premika črte od konstante fine strukture {\displaystyle \alpha \!\,} in razmerja mase protona in elektrona {\displaystyle \mu =m_{\rm {p}}/m_{\rm {e}}\!\,} je bilo mogoče z dobro točnostjo ugotoviti, da se zveza {\displaystyle \mu \alpha ^{2}\!\,} ni spremenila vsaj zadnjih 2,9 milijard let.
Metaanaliza astrofizikalnih opazovanj iz leta 2017 je pokazala uteženi povprečni odklon konstante fine strukture od njene sedanje vrednosti {\displaystyle \Delta \alpha /\alpha =(-0,64\pm 0,65)\cdot 10^{-6}\!\,}, kar se ujema s predpostavko ničelnega spreminjanja konstante.:7 Skupna analiza rezultatov najnovejših in najzanesljivejših laboratorijskih spektroskopskih meritev za leto 2017 v sistemih, kot so atomske ure, daje za trenutno stopnjo časovnega spreminjanja konstante fine strukture vrednost {\displaystyle \mathrm {d} \ln \alpha /\mathrm {d} t=(-2,2\pm 2,4)\cdot 10^{-17}\!\,} na leto, kar kaže, da na razpoložljivi stopnji točnosti ni sprememb.:13
Glede na teoretične razlage možne spremenljivosti {\displaystyle \alpha \!\,} in drugih osnovnih konstant sodobni pristopi praviloma temeljijo na uvedbi dodatnih skalarnih polj, katerih uporaba nalaga omejitve možnih kozmoloških scenarijev in v nekaterih primerih omogoča hkraten opis temne energije. Primeri takšnih modelov, ki omogočajo upoštevanje spremenljivosti konstante fine strukture in jim na podlagi kozmoloških vidikov nalagajo omejitve, so Bekensteinovi modeli, dilaton, simetron in modeli teorije strun.:14–33

### Krajevna spremenljivost – avstralski dipol
Septembra 2010 so raziskovalci iz Avstralije poročali, da so identificirali strukturo, podobno dipolu, v spremembi konstante fine strukture po opazljivem vesolju. Uporabili so podatke o kvazarjih, pridobljenih z VLT, v kombinaciji s prejšnjimi podatki, ki so jih pridobili Webb in sodelavci na Keckovih daljnogledih. Izgleda, da je konstanta fine strukture večja za en del na 100.000 v smeri južnega ozvezdja Oltar pred 10-imi milijardami let. Podobno se zdi konstanta manjša za podobni del v smeri severa pred enakim časom.
Septembra in oktobra 2010 po tem, ko so Webb in sodelavci objavili raziskavo, sta fizika Chad Orzel in Sean Michael Carroll predlagala več pristopov k temu, da so Webbova opazovanja lahko napačna. Orzel je zatrdil, da lahko raziskava vsebuje napačne podatke zaradi majhnih razlik v dveh daljnogledih, kjer je bil zbir podatkov iz enega daljnogleda malo višji in drugi malo manjši, tako da se po prekritju med seboj izničujeta. Sumljivo se mu je zdelo, da so viri, ki kažejo največje spremembe, opaženi z enim daljnogledom, na območju, opazovanem z obema daljnogledoma, poravnanima tako dobro z viri, pa spremembe ni bilo opažene. Carroll je predlagal, popolnoma drugi pristop – na konstanto fine strukture je gledal kot skalarno polje in trdil, da, če opazovanja z daljnogledoma niso napačna, in, če se konstanta fine strukture gladko spreminja po Vesolju, mora imeti skalarno polje zelo majhno maso. Zgodnji kritiki teh dveh znanstvenikov kažeta na dejstvo, da so za potrditev ali ovržbo rezultatov potrebne različne tehnike, kar so v svoji raziskavi zaključili tudi Webb in sodelavci.
Oktobra 2011 so Webb in sodelavci poročali o spremembi {\displaystyle \alpha \!\,}, ki je odvisna tako od rdečega premika kot od prostorske smeri. Poročali so, da » se kombinirani zbir podatkov ujema s prostorskim dipolom« s povečanjem {\displaystyle \alpha \!\,} s povečanjem rdečega premika v eni smeri in zmanjšanjem v drugi smeri. »Neodvisni vzorci iz VLT in Keckov dajejo skladne dipolne smeri in amplitude...«
Aprila 2020 je skupina preverila svoje predhodne rezultate in odkrila dipolno strukturo v jakosti elektromagnetne sile s pomočjo meritev najbolj oddaljenih kvazarjev. Opazovanja do tedaj najbolj oddaljenega kvazarja ULAS J1120+0641 v ozvezdju Leva z rdečim premikom {\displaystyle z=7,085\!\,}, odkritega leta 2011, iz Vesolja starega le 0,8 milijarde let z novo metodo analize UI, uporabljene na VLT, so odkrila prednostno prostorsko spremembo {\displaystyle \Delta \alpha /\alpha =(\alpha _{\rm {z}}-\alpha _{0})/\alpha _{0}=(-2,18\pm 7,27)\cdot 10^{-5}\!\,} pred nespremenljivostnim modelom na nivoju {\displaystyle 3,9\sigma \!\,}.
Možnosti takšnega prostorskega spreminjanja {\displaystyle \alpha \!\,} in drugih osnovnih konstant se še naprej raziskujejo. Kljub temu je še prezgodaj za kakršne koli dokončne zaključke o odkrivanju takšnih vplivov. Nedavni podatki prav tako ne podpirajo želene spremenljivosti za {\displaystyle \alpha \!\,} (prostorskega dipola).:11
Obstajajo tudi domneve, ki kažejo na spremenljivost konstante fine strukture v močnih gravitacijskih poljih. Leta 2020 so zaposleni na pariškem observatoriju in številnih organizacijah v ZDA, Avstraliji in na Japonskem objavili rezultate analize emisijskih spektrov petih zvezd, ki se gibljejo v bližini supermasivne črne luknje v središču krajevne Galaksije Strelec A*. Meritve so pokazale, da odstopanja vrednosti {\displaystyle \alpha \!\,}, ki jih povzroči močna gravitacija, ne presegajo {\displaystyle 10^{-5}\!\,} od znane vrednosti, kar nalaga najstrožje omejitve tovrstnih teoretičnih predpostavk.

## Antropična razlaga
Antropično načelo je sporni argument, zakaj ima konstanta fine strukture takšno vrednost, kot jo ima – stabilna snov in zaradi tega življenje in inteligentna bitja ne morejo obstajati, če bi bila njena vrednost precej različna. Če bi bila {\displaystyle \alpha \!\,} večja za 4 %, zvezdno jedrsko zlivanje ne bi tvorilo ogljika, tako da življenje na podlagi ogljika ne bi bilo mogoče. Če bi bila {\displaystyle \alpha \!\,} večja za 0,1, jedrsko zlivanje v notranjosti zvezd ne bi bilo mogoče, in nobeno mesto v Vesolju ne bi bilo dovolj toplo za življenje, kot je poznano.

## Numerološke razlage in teorija mnogovesolij

### Zgodnji poskusi
Kot brezrazsežna konstanta, ki, kot izgleda, ni neposredno povezana s kakšno matematično konstanto, konstanta fine strukture že dolgo časa osuplja fizike. Bilo je veliko poskusov, da bi jo izrazili izključno z matematičnimi količinami ali izračunali na podlagi kakršnih koli drugih fizikalnih premislekov. Tako sta leta 1914 Gilbert Newton Lewis in Elliot Quincy Adams, začenši z izrazom za Stefanovo konstanto, po nekaterih predpostavkah izrazila Planckovo konstanto v smislu električnega naboja elektronov in hitrosti svetlobe:
{\displaystyle h={\frac {(4\pi e_{0})^{2}}{c_{0}}}\left({\frac {8\pi ^{5}}{15}}\right)^{1/3}\!\,.}
Če se iz njune formule sestavi konstanto fine strukture, ki takrat še ni bila znana, izhaja::400–401
{\displaystyle {\frac {hc_{0}}{2\pi e_{0}^{2}}}={\frac {1}{\alpha }}\approx 8\pi \left({\frac {8\pi ^{5}}{15}}\right)^{1/3}=137,348\ 068\ 633\ 978\ldots \!\,.}
Lewisovo in Adamsovo delo ni ostalo neopaženo in ga je prevzelo več drugih znanstvenikov.:401–402 Herbert Stanley Allen je v svojem članku leta 1914 izrecno zgradil zgornjo brezrazsežno količino (ki jo je označil s {\displaystyle q\!\,}) in jo poskušal povezati z velikostjo električnega naboja in maso elektrona. Izpostavil je tudi približno razmerje med masama elektrona in protona {\displaystyle m_{\rm {e}}/m_{\rm {p}}\approx 10\alpha ^{2}\!\,}. Leta 1922 je Arthur Constant Lunn predlagal, da je konstanta fine strukture nekako povezana z jedrskim masnim defektom, ter upošteval tudi njeno možno povezavo z gravitacijo s pomočjo zveze:
{\displaystyle {\frac {\kappa m^{2}}{e_{0}^{2}}}={\frac {\alpha ^{17}}{2048\pi ^{6}}}\!\,,}
kjer je {\displaystyle \kappa \!\,} gravitacijska konstanta. Poleg tega je predlagal nekaj povsem algebrskih izrazov za {\displaystyle \alpha \!\,}, in sicer::458
{\displaystyle {\begin{aligned}\alpha &\approx {\frac {\pi }{2^{4}\cdot 3^{3}}}={\frac {1}{137,509\ 870\ 831\ 397\ldots }}\\&\approx {\frac {7}{\pi ^{6}}}={\frac {1}{137,341\ 313\ 367\ 900\ldots }}\\&\approx {\frac {32}{45\pi ^{4}}}={\frac {1}{136,981\ 534\ 266\ 565\ldots }}\\&\approx {\frac {3^{2}}{5^{3}\pi ^{2}}}={\frac {1}{137,077\ 838\ 904\ 018\ldots }}\!\,.\end{aligned}}}
Prvi izraz je zapisal tudi Heisenberg leta 1934 v pismu Nielsu Bohru.:458
Prvi poskus, da bi konstanto fine strukture povezal s parametri Vesolja, je leta 1925 naredil James Rice, profesor fizike na Univerzi v Liverpoolu, ki je bil zelo navdušen nad delom Arthurja Stanleyja Eddingtona o združitvi splošne teorije relativnosti z elektromagnetizmom.:406 Rice je v svojem prvem prispevku predstavil izraz, ki povezuje {\displaystyle \alpha \!\,} s polmerom ukrivljenosti Vesolja {\displaystyle R\!\,}, vendar je kmalu odkril veliko napako v svojih izračunih in je v naslednjem pismu predstavil popravljeno različico razmerja, in sicer:
{\displaystyle {\frac {2\pi }{\alpha }}={\frac {r_{\rm {e}}^{2}}{6R\rho }}\!\,,}
kjer je {\displaystyle r_{\rm {e}}\!\,} elektromagnetni polmer elektrona, {\displaystyle \rho \!\,} gravitacijski polmer elektrona. Za polmer vesolja {\displaystyle R=1,06\cdot 10^{24}\,{\text{m}}\!\,}, je Rice dobil vrednost {\displaystyle 1/\alpha =133\!\,}.
Ettore Majorana je leta 1928 iz premislekov o kvantizaciji gibalne količine pri interakciji dveh elektronov in Coulombovega zakona za konstanto fine strukture dobil vrednost {\displaystyle \alpha =1/2\!\,}.

### Eddingtonova teorija
Za Eddingtona je bilo vprašanje izpeljave konstante fine strukture eden izmed posebnih problemov njegovega raziskovalnega programa za izgradnjo temeljne teorije, ki bi lahko povezovala atomske in kozmične veličine. Med letoma 1929 in 1932 je objavil vrsto člankov, namenjenih teoretičnemu izračunu konstante {\displaystyle \alpha \!\,}, ki po njegovem mnenju izraža določeno število prostostnih stopenj elektronov in mora biti zato celo število.:263–267 Trdil je, da se vrednost konstante fine strukture lahko »dobi s čistim sklepanjem«, in jo je povezal s pojmom Eddingtonovega števila, njegovo oceno števila barionov v Vesolju. Najprej je leta 1929 domneval, da obratna vrednost konstante fine strukture ni približno enaka, ampak točno enaka celemu številu 136::4
{\displaystyle \alpha ={\frac {1}{16+16(16-1)/2}}={\frac {1}{136}}\!\,.}
Kasneje je k tej vrednosti dodal vrednost druge enote, ki jo povezuje z načelom nerazločljivosti delcev. Število {\displaystyle 1/\alpha =136\!\,} je povezal tudi z razmerjem med maso protona in elektrona {\displaystyle m_{\rm {p}}/m_{\rm {e}}\!\,}, ki mora po njegovi domnevi biti enako razmerju ničel kvadratne enačbe:
{\displaystyle 10x^{2}-136xm'+m'^{2}=0\!\,,}
kjer je {\displaystyle m'\!\,} določena »standardna masa«. Iz rešitve te enačbe je sledilo {\displaystyle m_{\rm {p}}/m_{\rm {e}}=1847,6\!\,} (tedanja znana eksperimentalna vrednost je bila {\displaystyle 1834,1\!\,}). Eddington je konstanto fine strukture povezal s kozmičnimi konstantami, zlasti z Eddingtonovim številom. Tako je na primer v okviru modela statičnega zaprtega vesolja dobil:
{\displaystyle 2\pi {\frac {mc_{0}\alpha }{h}}={\frac {\sqrt {N}}{R}}\!\,,}
kjer je {\displaystyle R\!\,} polmer Vesolja in {\displaystyle N\!\,} število elektronov v njem. Eddingtonovi argumenti so bili za večino fizikov nerazumljivi in prav tako malo prepričljivi, čeprav je njegova teorija pritegnila določeno zanimanje znanstvene skupnosti. Ker se rezultati meritev niso skladali s takšno vrednostjo, je domneval, da je točno enaka številu 137. Do 1940-ih so se eksperimentalne vrednosti za {\displaystyle 1/\alpha \!\,} že precej razlikovale tudi od vrednosti 137, kar je spodbijalo Eddingtonove argumente. Raymond Thayer Birge, eden glavnih Eddingtonovih nasprotnikov, je leta 1941 predlagal naslednje razmerje:
{\displaystyle \alpha \approx 4\pi R_{\infty }{\frac {F}{N_{\rm {A}}}}{\frac {e}{m}}={\frac {1}{137,030\ldots }}\!\,,}
kjer je {\displaystyle R_{\infty }} Rydbergova konstanta za primer neskončne mase jedra, {\displaystyle F\!\,} Faradayeva konstanta in {\displaystyle N_{\rm {A}}\!\,} Avogadrova konstanta.:411–415

### Drugi poskusi
Čeprav so nekateri vodilni fiziki (Sommerfeld, Schrödinger, Jordan) pokazali zanimanje za Eddingtonovo teorijo, je težava neujemanja s poskusom kmalu postala jasna; poleg tega je bilo težko razumeti Eddingtonovo metodiko. Kot je povedal Wolfgang Pauli, je bilo bolj podobno »romantični poeziji, ne fiziki.«:416–418:263–267 Kljub temu je Eddingtonova teorija porodila številne privržence, ki so predlagali svoje bolj ali manj špekulativne pristope k analizi izvora konstante fine strukture.:419–422 Tako je leta 1929 Vladimir Rožanski dejansko »ponovno odkril« Allenovo razmerje med masama protona in elektrona iz leta 1914. Enos Witmer je predlagal razmerje med masami atomov helija in vodika v obliki:
{\displaystyle {\frac {m_{\rm {He}}}{m_{\rm {H}}}}=\left({\frac {Z_{\rm {He}}}{Z_{\rm {H}}}}\right)^{2}{\frac {1}{1+\alpha }}={\frac {4}{1+\alpha }}\!\,.}
Podobne poskuse povezovanja {\displaystyle \alpha \!\,} z drugimi konstantami narave (zlasti {\displaystyle m_{\rm {p}}/m_{\rm {e}}\!\,}) so v tem času naredili Wilhelm Anderson, Reinhold Fürth, Arthur Erich Haas, Alfred Landé in drugi. Walter Glaser in Kurt Sitte sta določila največjo količino kemičnih elementov kot {\displaystyle Z<{\sqrt {2}}/(c_{0}\alpha )<97\!\,}.
Veliko število takšnih del je spodbudilo Axela Corlina, J. S. Steina, Guida Becka, Hansa Betheja in Wolfganga Riezlerja, da so v revijo Die Naturwissenschaften poslali članek Komentar o kvantni teoriji absolutne ničle. Njihov članek je parodiral iskanje numeroloških formul za fizikalne konstante in ponudil »razlago« za dejstvo, da je konstanta fine strukture približno enaka {\displaystyle -2/(T_{0}-1)\!\,}, kjer je {\displaystyle T_{0}=-273,15\,^{\circ }\!\!{\text{ C }}\!\,} absolutna ničla. Uredništvo revije se ni zavedalo parodijske narave zapisa in ga je objavilo na straneh publikacije. Ko je bila resnica razkrita, je šala razjezila urednika revije Arnolda Berlinerja, zato je bil Bethe na Sommerfeldovo vztrajanje prisilljen opravičiti se za svoje dejanje.:421
Po odkritju miona leta 1936 so se pojavile špekulativne domneve o povezavi novega delca s konstantami narave. Po Patricku Blackettu je možna povezava med gravitacijo in življenjsko dobo miona v obliki:
{\displaystyle \tau \approx {\dfrac {\alpha e_{0}^{3}}{m_{\mu }mc_{0}^{3}{\sqrt {\kappa }}}}\!\,,}
kjer je {\displaystyle m_{\mu }\!\,} masa miona. Henry Thomas Flint je na podlagi premislekov o 5-razsežni razširitvi splošne teorije relativnosti podal razmerje {\displaystyle m_{\mu }\approx m_{\rm {e}}/\alpha \!\,}. Novejši poskusi vključujejo izključno numerološko razmerje med masama protona in elektrona, ki ga je leta 1951 v zelo kratki opombi predstavil Friedrich Lenz, in se je glasilo {\displaystyle m_{\rm {p}}/m_{\rm {e}}=6\pi ^{5}=1836,118\!\,}. Za konstantno fine strukture so predlagali različne numerološke (»pitagorejske«) formule.:272–274 Leta 1952 je Joičiro Nambu poudaril, da je mogoče maso osnovnih delcev, težjih od elektrona, opisati z naslednjo empirično formulo:
{\displaystyle m={\dfrac {(n+1)m_{\rm {e}}}{2\alpha }}\!\,,}
kjer je {\displaystyle n\!\,} celo število. Za {\displaystyle n=2\!\,} na primer izhaja masa miona ({\displaystyle 206m_{\rm {e}}\!\,}), za {\displaystyle n=3\!\,} masa piona ({\displaystyle 274m_{\rm {e}}\!\,}) in za {\displaystyle n=26\!\,} približna masa nukleonov ({\displaystyle 1849m_{\rm {e}}\!\,}).
Konstanta fine strukture je tako vzbudila Paulijevo zanimanje, da je sodeloval s Carlom Gustavom Jungom v prizadevanju razumevanja njenega pomena.

### Pristopi teorije polja
Bolj znanstveno utemeljeni so bili poskusi izračuna vrednosti konstante fine strukture, ki sta jih izvedla Max Born in Werner Heisenberg na podlagi posploševanja obstoječih teorij polja.:424–426 Podobno je Born verjel, da če bi se vrednost {\displaystyle \alpha \!\,} razlikovala, bi se Vesolje izrodilo, in je tako zaradi tega {\displaystyle 1/\alpha \!\,} naravni zakon. Z uporabo svojega pristopa, ki temelji na »načelu vzajemnosti«, je do konca 1940-ih lahko dobil le oceno, ki je dala vrednost {\displaystyle 1/\alpha =102,5\!\,}. Heisenberg je v okviru svoje nelinearne teorije polja uspel doseči tudi ujemanje z eksperimentalno vrednostjo konstante le po velikosti.
Analiza značilnosti renormalizacijske grupe teorije QED in zlasti značilnosti funkcije beta QED še ni omogočila razlage opažene vrednosti konstante fine strukture. Algebrske izraze za konstanto je mogoče izpeljati z upoštevanjem invariant grup simetrij nekaterih posplošitev teorije polja.:593–596 Tako je Armand Wyler leta 1969 preučil gibanje a priori brezmasnega delca v petih razsežnostih in obravnaval petrazsežno Klein-Gordonovo enačbo ter dobil vrednost:
{\displaystyle \alpha \approx {\frac {9}{16\pi ^{3}}}\left({\frac {\pi }{5!}}\right)^{1/4}={\frac {1}{137,036\ 082\ 448\ 164\ldots }}\!\,.}
Gerald Harris Rosen je privzel, da so operatorji elektromagnetnega polja morda vsota po {\displaystyle N=42\!\,} »skritih« operatorjev polja, kjer je {\displaystyle N=42\!\,} red tranzitivne podgrupe {\displaystyle G\!\,} simetrične grupe stopnje 7 – {\displaystyle S_{7}\!\,}. Dobil je približek:
{\displaystyle \alpha \approx {\frac {4\pi }{N(N-1)}}={\frac {1}{137,032\ 406\ 002\ 121\ldots }}\!\,}
Tovrstni poskusi doslej ne samo, da niso zagotovili zadovoljive fizikalne razlage narave konstante, ampak so tudi preveč togo vezani na matematično strukturo teorije in puščajo malo prostora za točnejše prilagajanje teoretičnega rezultata opaženi vrednosti {\displaystyle \alpha \!\,}. Od Sommerfeldove vpeljave konstante fine strukture in odkritja Planckove konstante s sevanjem črnega telesa so poskušali najti povezave med njima. Povezovali so ju s praštevili, posebnimi vrednostmi Riemannove funkcije zeta, Boltzmannovo konstanto in tudi z brezrazsežno konstanto sevanja črnega telesa.
Nekateri poskusi izračunavanja konstante fine strukture razmišljajo o fluktuacijah elektromagnetnega polja. Tako je Hendrik Casimir leta 1953 predlagal tako imenovani »model mišelovk«, ki predstavlja delce v obliki sferične lupine, po kateri se porazdeli električni naboj. Upoštevanje vakuumskih fluktuacij v takem sistemu omogoča vzpostavitev razmerja med konstanto {\displaystyle \alpha \!\,} in značilnostmi Casimirjevega pojava.:599–600
Pri nekaterih pristopih se poskuša povezati elektromagnetne in gravitacijske interakcije na podlagi formalizma kvantne teorije polja in iz tega izvesti vrednost konstante fine strukture. Zlasti lahko dajo pokazatelj takega razmerja iskanja pretvorbe fotonov v gravitone in posledično soodvisnost pri spreminjanju konstant elektromagnetnih in gravitacijskih interakcij na različnih energijskih nivojih. Tako takšne domneve vodijo do ocen oblike:
{\displaystyle \alpha \sim \left({\frac {\Lambda }{m_{\rm {e}}}}\right)^{-1}\sim \left({\frac {\lambda _{\rm {e}}}{\ell _{\rm {P}}}}\right)^{-1}\!\,,}
kjer je {\displaystyle \Lambda \!\,} parameter meje QED, {\displaystyle \ell _{\rm {P}}={\sqrt {\hbar \kappa /c_{0}^{3}}}\!\,} Planckova dolžina, {\displaystyle m_{\rm {e}}\!\,} in {\displaystyle \lambda _{\rm {e}}\!\,} masa in Comptonova valovna dolžina elektrona.:603
Drugo oceno konstante fine strukture se lahko dobi z upoštevanjem kompaktifikacije pete razsežnosti v Kaluza-Kleinovi teoriji:
{\displaystyle \alpha ={\frac {4}{(r{\sqrt {\phi }})^{2}}}\kappa \!\,,}
kjer je {\displaystyle r\!\,} merilo kompaktifikacije, {\displaystyle \phi \!\,} vakuumska srednja vrednost skalarnega polja, v splošnem odvisna od koordinat in časa. Naslednja omejitev polmera kompaktifikacije in jakosti polja se doslej ni ujemala s teoretičnimi ocenami drugih parametrov.:604–605
V teoriji strun je razmerje med gravitacijo in elektromagnetizmom posledica odnosa med parametri odprtih in zaprtih strun. Pod nekaterimi dodatnimi predpostavkami to omogoča izpeljavo naslednjega razmerja:
{\displaystyle \alpha ={\sqrt {\alpha _{\kappa }}}\exp {\sqrt {\frac {m_{\rm {p}}}{m_{\rm {e}}}}}\approx {\frac {1}{136,976(8)}}\!\,,}
kjer je {\displaystyle \alpha _{\kappa }={\frac {\kappa m_{\rm {e}}m_{\rm {p}}}{\hbar c_{0}}}\!\,} gravitacijska konstanta fine strukture in {\displaystyle m_{\rm {p}}\!\,} masa protona.:605–606

### Sodobni poskusi
Možna je tudi povezava s predpostavljeno razsežnostjo prostora-časa. V eni izmed najbolj obetavnih teorij zadnjega časa, M-teoriji, ki se razvija kot posplošitev teorije superstrun in trdi, da opisuje vse fizikalne interakcije in elementarne delce. V njej se prostor-čas predpostavlja, da ima 11 razsežnosti. Pri tem se ena razsežnost na makroravni dojema kot čas, tri kot makroskopske prostorske razsežnosti, sedem preostalih pa je »zvitih« (kvantnih), ki delujejo le na mikroravni in niso opazljive. V tem primeru konstanta fine strukture združuje številke 1, 3 in 7 z mnogokratniki po deset, 10 pa je mogoče razlagati kot skupno razsežnost prostora v teoriji superstrun.
Podobno je matematik James George Gilson predlagal, da je mogoče konstanto fine strukture matematično opredeliti z veliko stopnjo točnosti kot:
{\displaystyle \alpha ={\dfrac {\cos {\dfrac {\pi }{137}}}{137}}{\dfrac {\operatorname {tg} {\dfrac {\pi }{137\cdot 29}}}{\dfrac {\pi }{137\cdot 29}}}={\frac {1}{137,035\ 999\ 786\ 699\ldots }}\!\,.}
29 in 137 sta 10. in 33. praštevilo. Do podatkov iz leta 2002 je bila ta vrednost {\displaystyle \alpha \!\,} v mejah merilnih napak. Trenutno se razlikuje za 33 standardnih odklonov od eksperimentalnih podatkov, zaradi česar je ta vrednost zelo malo verjetna.
Olčak je leta 2009 podal kompaktnejšo formulo, ki daje vrednost konstante fine strukture z nič slabšo točnostjo kot Gilsonova formula. V tem primeru je vrednost konstante fine strukture povezana z dinamiko kaosa in prvo Feigenbaumovo konstanto {\displaystyle \delta \!\,}. Ta konstanta v najbolj splošnih besedah označuje hitrost približevanja rešitev nelinearnih dinamičnih sistemov v stanje »nestabilnosti na vsaki točki« ali »dinamičnega kaosa«. Izračunana vrednost Feigenbaumove konstante (v okviru točnosti, potrebne za izračun konstante fine strukture) je {\displaystyle \delta =4,669\ 211\ 660\ 910\ 299\ldots \!\,}.
Vrednost konstante fine strukture je zelo točno izračunana kot koren preproste enačbe:
{\displaystyle {\frac {1}{\alpha }}=137+{\dfrac {\delta }{{\dfrac {1}{\alpha }}-{\dfrac {\delta \pi }{2}}}}=137,035\ 999\ 559\ldots \!\,,}
kar je enako eksperimentalni vrednosti do desetega decimalnega mesta. Točnost sovpadanja je bila približno 1,3 standardnih intervalov eksperimentalne napake, vendar je do danes z izboljšanjem eksperimentalne točnosti odstopanje doseglo 22 standardnih odklonov.
Znana je tudi formula:
{\displaystyle {\frac {1}{\alpha }}={\frac {e^{2\pi }+2e^{-\pi }+4\pi }{4}}=137,036\ 113\ 493\ 912\dots \!\,,}
dobljena s pomočjo Eulerjeve formule {\displaystyle e^{\pi i}=-1\!\,}.
Z vidika sodobne teorije QED je konstanta fine strukture gibljiva sklopitvena konstanta, to je, odvisna je od energijskega nivoja interakcije ({\displaystyle \alpha \!\,} je naravni parameter, ki označuje »jakost« elektromagnetne interakcije). To dejstvo prikrajša večino fizikalnega pomena poskusov izgradnje numerološke formule za določeno (zlasti ničelno, če se govori o vrednosti {\displaystyle 1/137,036\ldots \!\,}) preneseno gibalno količino.
Richard Feynman, eden od tvorcev in zgodnjih razvijalcev teorije QED, je o konstanti fine strukture zapisal:
Obstaja najglobje in lepo vprašanje povezano z opazovano sklopitveno konstanto {\displaystyle e\!\,} – amplitudo za stvarni elektron, ki odda ali absorbira resnični foton. Je preprosto število, katerega vrednost so eksperimentalno določili na 0,08542455. (Moji fizikalni prijatelji ne bodo prepoznali tega števila, ker si ga rajši zapomnijo kot obratno vrednost njegovega kvadrata – približno 137,03597 z negotovostjo približno 2 na zadnjem desetiškem mestu. Ves čas od odkritja pred petdesetimi leti je bila skrivnost, in vsi dobri teoretični fiziki si to število postavijo na svoje zidove in so zaskrbljeni z njim).  Takoj boste želeli vedeti, od kod to število za sklopitev izhaja – povezano je s pijem ali mogoče z osnovo naravnih logaritmov? Nihče ne ve. Je ena od največjih prekletih skrivnosti fizike – skrivnostno število, ki prihaja k nam brez človeškega razumevanja. Boste rekli, da »je božja roka« napisala to število in ne »vemo, kako je potisnila svoj svinčnik«. Poznamo katere vrsta plesa je primerna za zelo točno eksperimentalno merjenje tega števila, ne vemo pa katera za na računalnik, da se izve od kod to število izhaja, ne da bi ga postavili v tajnosti!— Richard Feynman
Nasprotno je statistik Irving John Good trdil, da bi bila numerološka razlaga sprejemljiva le, če bi temeljila na dobri teoriji, ki pa še ni znana, in »obstaja« v smislu platonističnega ideala.
Vse do danes so poskušali najti matematično osnovo za to brezrazsežno konstanto. Vendar fizikalna skupnost do sedaj ni priznala nobene numerološke razlage.
V zgodnjem 21. stoletju je več fizikov, med njimi tudi Stephen Hawking v svoji knjigi Kratka zgodovina časa, začelo raziskovati zamisel o mnogovesolju, in konstanta fine strukture je bila ena od več splošnih konstant, ki je napeljevala na pojem fino uglašenega Vesolja.

## Navedki
Skrivnost o {\displaystyle \alpha \!\,} je dejansko dvojna skrivnost. Prvo skrivnost – izvor njene številske vrednosti {\displaystyle \alpha \approx 1/137\!\,} – so prepoznali in razpravljali o njej več desetletij. Druga skrivnost – obseg njene domene – v splošnem ni priznana.— Malcolm Herbert MacGregor
Ko bom umrl, bo moje prvo vprašanje hudiču: Kaj je pomen konstante fine strukture?— Wolfgang Pauli
Popolnejša teorija bi morala izpeljati število {\displaystyle \alpha \!\,} izključno z matematičnim sklepanjem, ne da bi se sklicevala na rezultate meritev. [...] Toda dejstvo, da ima {\displaystyle \alpha \!\,} vrednost 1/137, in ne kakšno drugo, vsekakor ni naključje, ampak samo po sebi naravni zakon. Jasno je, da mora biti razlaga tega števila eden osrednjih problemov naravoslovja.— Max Born:545:5759
... ni znano, zakaj ima ta izraz ravno ta in ne drug pomen. Fiziki so o tem predlagali različne zamisli, vendar še vedno ni splošno sprejete razlage.— Paul Dirac